# The Palace (film, 2023)
Pour l’article homonyme, voir The Palace.
Pour plus de détails, voir Fiche technique et Distribution.
The Palace est un film italo-franco-suisso-polonais réalisé par Roman Polanski et sorti en 2023.
Il est présenté hors compétition en avant-première à la Mostra de Venise 2023.

## Synopsis
En 1999, de richissimes clients passent le réveillon de la Saint-Sylvestre dans le luxueux Gstaad Palace (de) de Gstaad, dans les montagnes en Suisse.

## Fiche technique
Sauf indication contraire, les informations mentionnées dans cette section peuvent être confirmées par la base de données cinématographiques IMDb,  présente dans la section « Liens externes ».
- Titre original : The Palace
- Réalisation : Roman Polanski
- Premier assistant réalisateur : Hubert Engammare
- Scénario : Roman Polanski et Jerzy Skolimowski
- Photographie : Paweł Edelman
- Musique : Alexandre Desplat
- Montage : Hervé de Luze
- Décors : Tonino Zera
- Direction artistique : Pasquale Ricciardi
- Costumes : Carlo Poggioli
- Production : Paolo Del Brocco et Luca Barbareschi[2]
- Sociétés de production : Rai Cinema et Eliseo Entertainment ; coproduit par CAB Productions, R.P. Productions et Lucky Bob
- Distribution : 01 Distribution (Italie), Swashbuckler Films (France)
- Pays de production :  Italie,  France,  Suisse,  Pologne
- Budget : 17 millions d'euros[3]
- Langue originale : anglais
- Genre : comédie dramatique
- Format : couleur - 1.85:1 - 35 mm
- Dates de sortie[4] :
  - Italie : 1er septembre 2023 (Mostra de Venise - hors compétition), 28 septembre 2023 (en salles)
  - Suisse : 3 octobre 2023 (Festival du film de Zurich - hors compétition), 10 avril 2024  (en salles)
  - France : 15 mai 2024

## Distribution
- Oliver Masucci : Hansueli Kopf
- Mickey Rourke : Bill Crush
- Fanny Ardant : Constance Rose Marie de La Valle
- John Cleese : Arthur William Dallas III
- Bronwyn James : Magnolia
- Milan Peschel : Caspar Tell
- Joaquim de Almeida : Dr Lima
- Fortunato Cerlino : Tonino
- Luca Barbareschi : Bongo
- Alexandre Petrov : Anton
- Ilia Volok : l'ambassadeur russe
- Danny Excar : Vaclav
- Morgane Polanski : Zula
- Sydne Rome : Mme Robinson
- Matthew T. Reynolds : Simon Faraday

## Production

### Genèse et développement
En avril 2021, il est annoncé que Roman Polanski va réaliser un long métrage intitulé The Palace, un drame à propos d'invités passant le réveillon de la Saint-Sylvestre 1999 dans un palace de Gstaad. Le cinéaste coécrit le scénario avec Jerzy Skolimowski, avec lequel il avait écrit le scénario de son tout premier long métrage, Le Couteau dans l'eau (1962). Le film est notamment produit par l'Italien Luca Barbareschi et Rai Cinema,.
En avril 2022, Mickey Rourke, Joaquim de Almeida, John Cleese, Oliver Masucci, Fanny Ardant ou encore Fortunato Cerlino rejoignent la distribution,,.
Les droits de distribution sont vendus lors du marché du film du festival de Cannes 2022. En raison des controverses touchant le cinéaste, le financement et le casting sont difficiles à boucler.

### Tournage
Le tournage devait débuter initialement à l'automne 2021. Il démarre finalement en avril 2022 à Gstaad en Suisse notamment au Gstaad Palace (de),,. les prises de vues s'achèvent en juin 2022.

## Sortie et accueil

### Controverse
Les films précédents du cinéaste, D'après une histoire vraie et J'accuse, ont été obscurcis par les polémiques à leurs projections aux festivals et leurs sorties. Début 2023, il est indiqué que The Palace est envoyé aux comités de sélections pour le 76e festival de Cannes — ce que dément Thierry Frémaux — et la 80e Mostra de Venise où le film est sélectionné en hors-compétition.

### Critique
Le film reçoit des critiques globalement négatives. Sur l’agrégateur américain de critiques Rotten Tomatoes, il obtient 0% d'avis favorables pour 14 critiques et une note moyenne de 2,8⁄10.
Lors de sa présentation à la Mostra de Venise 2023, le film se fait majoritairement égratigner par la critique anglophone. Dans The Wrap, on peut notamment lire « La situation instable du réalisateur semble directement impacter le casting qu'il a composé pour cette comédie noire sans humour, ainsi que la construction de cette rigide grotesquerie qui donne au film l'impression d'être un doigt d'honneur géant au monde entier. » Le journaliste de Variety écrit quant à lui « Je ne suis pas sûr d'avoir déjà vu une aussi grande salle de cinéma aussi silencieuse devant un film qui fait autant d'efforts pour vous amuser. » Pour The Daily Telegraph « L'humour donne l'impression d'être périmé depuis plus de 23 ans, mais pas tant dans le sens “on ne peut plus faire ce type de blague” que “pourquoi voudriez-vous faire ce type de blagues ?” ».
La critique française est sur la même ligne. Pour Libération, The Palace est une « infecte purge » dans laquelle le réalisateur « au bord de la sénilité, régurgite les rebuts depuis longtemps contenus dans son cinéma (cruauté facile, gags de petit vicelard) sous une forme totalement grotesque ». Si Le Figaro parle d'un « naufrage » et d'un « ratage monumental », Télérama le décrit comme « un film indigeste et laid ».

## Distinction

### Sélection
- Mostra de Venise 2023 : hors compétition